# Postural ortostatisk takykardi-syndrom
Postural ortostatisk takykardi-syndrom (POTS) er et syndrom hvor en ændring fra liggende til stående tilstand forårsager en unormalt stor stigning i hjerterytmen. Dette sker med symptomer som kan inkludere problemer med at tænke, sløret syn eller svaghed.
Ved personer med POTS ses forstyrrelser i det autonome nervesystems regulering af hjertet og kredsløbet ved overgang fra liggende til stående tilstand.  

## Symptomer
Symptomer på POTS kan inkludere: 
- Udmattelse
- Svimmelhed
- Hjertebanken
- Svært ved at udholde fysisk aktivitet
- Muskelsvaghed
- Hukommelsesproblemer og svært ved at koncentrere sig
- Sløret syn
- Nær-besvimelser eller besvimelser
- Åndenød, trykken for brystet
- Gener fra mave-tarmsystemet (kvalme, diarré og smerter)
- Øget svedtendens
- Hovedpine, migræne

Symptomerne kan forværres i situationer som:
- Høj varme
- For lidt søvn
- Rejse sig hurtigt op fra siddende til stående tilstand
- For lavt væskeindtag
- Et tidspunkt på dagen
- Menstruation
- Spisning (Især raffinerede kulhydrater kan i nogle tilfælder forværre symptomerne)
- For meget fysisk eller mental aktivitet
- Alkohol
- Infektioner
- Problemer med regulering af kropstemperaturen

## Årsager
POTS kan opstå efter en infektion, graviditet, kirurgi, vaccination eller traume og kan opstå akut eller subakut. POTS kan også skyldes en hurtig udvikling af kroppen under puberteten. Dog kan det være svært at finde en årsag.